# روبرت إل. فلويد
روبرت إل. فلويد (بالإنجليزية: Robert L. Floyd)‏ هو محامي وسياسي أمريكي، ولد في 4 يناير 1918 في سينسيناتي في الولايات المتحدة، وتوفي في 14 مايو 2007 في ميامي في الولايات المتحدة. حزبياً، نشط في الحزب الديمقراطي. وقد انتخب عضو مجلس نواب فلوريدا.